# Kininogeneza osoczowa
Osoczowy układ kininogenezy – układ białek osocza, na który składają się kininy, kininogeny, enzymy syntetyzujące i degradujące kininy oraz białka regulacyjne. Odgrywa istotną rolę w kontroli procesu zapalnego, regulacji ciśnienia krwi, regulacji układu krzepnięcia i w przewodzeniu bólu.
W wyniku działania kininogenaz na kininogeny zachodzi reakcja uwalniania kinin: nonapeptydu – bradykininy (BK) lub dekapeptydu – kalidyny (Lys-BK), z której na drodze ograniczonej hydrolizy jest uwalniana bradykinina.
Działanie aktywnego produktu układu kininogenezy ograniczone jest wielkością jego uwalniania, procesami degradacji, dostępnością swoistych receptorów, ich powinowactwem, reakcjami wtórnego przekaźnictwa i obecnością mechanizmów zwrotnych. Degradacja kinin, których czas półtrwania w osoczu jest krótszy niż 30 s, dokonuje się na drodze proteolizy z udziałem osoczowych i błonowych kininaz. Prawdopodobnie jest też możliwa poprzez endocytozę.
Kininogeny są jednołańcuchowymi glikoproteinami. Podczas uwalniania kinin tworzą formy dwułańcuchowe o identycznych łańcuchach ciężkich od strony końca N, różnych zaś łańcuchach lekkich. Występują w osoczu krwi i przestrzeni zewnątrznaczyniowej pozakomórkowej oraz w ziarnistościach alfa trombocytów, w komórkach śródbłonka i na powierzchni neutrocytów. H kininogen jest składnikiem wewnątrzpochodnego toru krzepnięcia osoczowego. Oba kininogeny spełniają rolę inhibitorów proteinaz cysteinowych dzięki identycznej budowie łańcuchów ciężkich. Chronią wobec tego w miejscu uszkodzenia składniki białkowe przed działaniem proteinaz takich, jak: katepsyny B, H, L oraz płytkowe kalpainy I i II). HK może wiązać z powierzchniami kontaktu trombocytów, jak również transportowane w powiązaniu z jego łańcuchem lekkim prokalikreinę osoczową lub czynnik XI. Łańcuch lekki HK oprócz transportu chroni kalikreinę i czynnik XIa przed działaniem białek inhibitorowych. Kininogeny hamują wiązanie się fibrynogenu z powierzchniami, w tym i z błonami trombocytów. Są również niekompetycyjnymi inhibitorami aktywacji płytek przez trombinę.
Główną osoczową prokininogenazą jest prokalikreina, obok niej zaś plazminogen, czynnik XII i XI. Obok właściwości kininogenazy kalikreina osoczowa wykazuje czynność aktywującą wobec plazminogenu, czynnika VII, IX, XII, XI, prou-PA, czynników C3, C5 i B alternatywnego toru aktywacji składników układu dopełniacza, degraduje zaś C1. Bierze przez to bezpośrednio lub za pośrednictwem kinin udział w procesach: krzepnięcia osoczowego, fibrynolizy, zapalnych oraz w regulacji napięcia mięśni gładkich, a więc perfuzji i metabolizmu.
Głównym osoczowym inhibitorem kalikreiny jest inhibitor C1 (C1-INH).
Efekty wywierane przez bradykininę dokonują się za pośrednictwem swoistych receptorów B2 i B1 (dyskusyjny u ludzi udział B3) lub są wynikiem działania pozareceptorowego. Obecność receptorów kinin nie determinuje ostatecznie czynności komórki, gdyż na jednej mogą się znajdować oba ich typy. Dlatego ważna jest dostępność wtórnych przekaźników, za pośrednictwem których kininy wywierają swoje efekty. W zasięgu ich działania znajdują się wpływy na syntezę i wydzielanie: prostanoidów, szczególnie prostacykliny, PAF, EDRF/NO, EDHF, t-PA, TNF i IL-1.

## Piśmiennictwo
- K.D. Bhoola, C.D. Figueroa, K. Worthy, Bioregulation of kinins: kallikreins, kininogens, and kininases, „Pharmacological Reviews”, 44 (1), 1992, s. 1–80, PMID: 1313585 (ang.).
- M. Czokało-Plichta, Białka osocza i hemostaza, [w:] S. Maśliński, J. Ryżewski (red.), Patofizjologia, Warszawa: Państwowy Zakład Wydawnictw Lekarskich, 1992, s. 404–442.
- C.D. Figueroa i inni, Immunovisualization of high (HK) and low (LK) molecular weight kininogens on isolated human neutrophils, „Blood”, 79 (3), 1992, s. 754–759, DOI: 10.1182/blood.V79.3.754.754, PMID: 1732013 (ang.).
- D. Gailani, G.J. Broze, Factor XI activation in a revised model of blood coagulation, „Science”, 253 (5022), 1991, s. 909–912, DOI: 10.1126/science.1652157, PMID: 1652157 (ang.).
- E.J. Henriksen i inni, Glucose transport activity in insulin-resistant rat muscle. Effects of angiotensin-converting enzyme inhibitors and bradykinin antagonism, „Diabetes”, 45 Suppl 1, 1996, S125–128, DOI: 10.2337/diab.45.1.s125, PMID: 8529793 (ang.).
- F. van Iwaarden i inni, High-molecular weight kininogen is present in cultured human endothelial cells: localization, isolation, and characterization, „Blood”, 71 (5), 1988, s. 1268–1276, DOI: 10.1182/blood.V71.5.1268.1268, PMID: 3282568 (ang.).
- A.P. Kaplan, M. Silverberg, The coagulation-kinin pathway of human plasma, „Blood”, 70 (1), 1987, s. 1–15, DOI: 10.1182/blood.V70.1.1.1, PMID: 3297198 (ang.).
- A.M. Kasel i inni, B2 bradykinin receptors in cultured neonatal rat cardiomyocytes mediate a negative chronotropic and negative inotropic response, „Diabetes”, 45 Suppl 1, 1996, S44–50, DOI: 10.2337/diab.45.1.s44, ISSN 0012-1797, PMID: 8529800 [dostęp 2020-12-06] (ang.).
- D.M. Kerbiriou, J.H. Griffin, Human high molecular weight kininogen. Studies of structure-function relationships and of proteolysis of the molecule occurring during contact activation of plasma, „Journal of Biological Chemistry”, 254 (23), 1979, s. 12020–12027, PMID: 500690 (ang.).
- O. Kohlman i inni, Role of bradykinin in insulin sensitivity and blood pressure regulation during hyperinsulinemia, „Hypertension (Dallas, Tex.: 1979)”, 25 (5), 1995, s. 1003–1007, DOI: 10.1161/01.hyp.25.5.1003, PMID: 7737706 (ang.).
- R.K. Mayfield, N. Shimojo, A.A. Jaffa, Skeletal muscle kallikrein. Potential role in metabolic regulation, „Diabetes”, 45 Suppl 1, 1996, S20–23, DOI: 10.2337/diab.45.1.s20, PMID: 8529795 (ang.).
- T.M. McIntyre i inni, Cultured endothelial cells synthesize both platelet-activating factor and prostacyclin in response to histamine, bradykinin, and adenosine triphosphate, „The Journal of Clinical Investigation”, 76 (1), 1985, s. 271–280, DOI: 10.1172/JCI111957, PMID: 2862164, PMCID: PMC423763 (ang.).
- F.J. Meloni, A.H. Schmaier, Low molecular weight kininogen binds to platelets to modulate thrombin-induced platelet activation, „Journal of Biological Chemistry”, 266 (11), 1991, s. 6786–6794, PMID: 2016293 (ang.).
- D. Regoli i inni, Kinin receptor subtypes, „Journal of Cardiovascular Pharmacology”, 15 Suppl 6, 1990, S30–S38, DOI: 10.1097/00005344-199000156-00007, PMID: 1697358 (ang.).
- K. Rett, M. Wicklmayr, G.J. Dietze, Metabolic effects of kinins: historical and recent developments, „Journal of Cardiovascular Pharmacology”, 15 Suppl 6, 1990, S57–S59, DOI: 10.1097/00005344-199000156-00011, PMID: 1697362 (ang.).
- K. Rett i inni, Insulin-induced glucose transporter (GLUT1 and GLUT4) translocation in cardiac muscle tissue is mimicked by bradykinin, „Diabetes”, 45 Suppl 1, 1996, S66–69, DOI: 10.2337/diab.45.1.s66, PMID: 8529803 (ang.).
- A.M. Rothschild, G. Boden, R.W. Colman, Kininogen changes in human plasma following a test meal or insulin administration, „Immunopharmacology”, 33 (1-3), 1996, s. 354–358, DOI: 10.1016/0162-3109(96)00081-1, PMID: 8856185 (ang.).
- M.A. Tayeh, S.T. Olson, J.D. Shore, Surface-induced alterations in the kinetic pathway for cleavage of human high molecular weight kininogen by plasma kallikrein, „Journal of Biological Chemistry”, 269 (23), 1994, s. 16318–16325, PMID: 8206938 (ang.).
- M. Uehara i inni, Effect on insulin sensitivity of angiotensin converting enzyme inhibitors with or without a sulphydryl group: bradykinin may improve insulin resistance in dogs and humans, „Diabetologia”, 37 (3), 1994, s. 300–307, DOI: 10.1007/BF00398058, PMID: 8174845 (ang.).

Przeczytaj ostrzeżenie dotyczące informacji medycznych i pokrewnych zamieszczonych w Wikipedii.